# Estadi Municipal de Badalona
L'Estadi Municipal de Badalona és un camp de futbol amb capacitat per 4.170 espectadors que es troba al barri de Montigalà, a la ciutat de Badalona, on jugaran els seus partits com a local el Club de Futbol Badalona, de la Segona Divisió B, i el CE Seagull, de la Segona Divió femenina de futbol.
Les obres de construcció del camp van tenir una durada de 19 mesos, i van suposar una inversió de 7,18 milions d'euros. Les instal·lacions van ser presentades el 25 de gener de 2017 per la regidora d'Esports de l'Ajuntament de Badalona, Maria Gallardo, i el president del CF Badalona, Miguel Ángel Sánchez. El primer partit es disputarà el 29 de gener, i enfrontarà el CF Badalona amb el RCD Espanyol B, en partit corresponent a la Segona Divisió B.
L'Estadi Municipal té un aforament de 4.170 persones, tot i que està dissenyat de manera que el seu aforament es pot ampliar d'una manera àgil. Disposa de gespa artificial de darrera generació i unes dimensions del camp de joc de 105 x 68 metres. Disposa de tres accessos: l'accés general principal es troba a l'avinguda dels Vents número 7, on hi ha les guinguetes de venda d'entrades i els torns per als controls d'accés; l'accés a la zona de grades, que es troba també a l'avinguda dels Vents; i els accessos a la zona de tribuna i a les 5 llotges VIP, que es realitza per la Travessera de Montigalà.